# 坪田塾
坪田塾（つぼたじゅく）は、株式会社NEXT EDUCATIONが運営する日本の学習塾・予備校である。

## 概要
塾長は坪田信貴、塾長の名が塾名になっている。生徒とは受験を通じて仲間となり、受験のみでなく生徒の一生を応援することを目的としている。塾は就職や転職や結婚においても必要であれば活用できるような関係性を持つ場にするという思いがある。主に中学生、高校生を対象に指導が行われている。
2024年6月時点で東京都 (10校)、神奈川県 (2校)、千葉県 (2校)、埼玉県(1校)、愛知県 (3校)、大阪府 (2校)、兵庫県 (2校)の計22校舎を国内に展開している他、ONLINEコースも開講している。
ビリギャルのモデルとなった学習塾でもある。ビリギャルは実話であったことからも坪田塾に注目が集まった。新入生の約15%は家庭での学習時間は基本ゼロで学年ビリに相当する順位から始めているものの、そのうちの4分の1が偏差値60以上の難関校に合格している。

## 校舎

### 全国
- オンライン校

### 東京都
- 池袋校
- 本郷三丁目校
- 四谷校
- 西荻窪校
- 国立校
- 三軒茶屋校
- 都立大学駅前校
- 戸越校
- 大森校
- 町田校
- 八王子校（2025年3月開校）

### 神奈川県
- 武蔵小杉校
- 横浜校
- 新百合ヶ丘校（2025年3月開校）

### 千葉県
- 柏校
- 新浦安校

### 埼玉県
- 北浦和校

### 愛知県
- 車道校
- 千種・赤萩校
- 星ヶ丘校

### 大阪府
- 上本町校
- 茨木校

### 兵庫県
- 神戸三宮校
- 西宮北口校